# Fodor Attila
Fodor Attila (Budapest, 1952. október 22. –) tervezőgrafikus.

## Élete
Nyomdász szakmunkásként, majd mint a Képzőművészeti Kiadó műszaki szerkesztője dolgozott. 1980-ban végzett a Képzőművészeti Főiskolán. 1980-1992 között számos hazai és nemzetközi kiállításon szerepelt munkáival, plakátjaival. 1992-ben a Békéscsabai Alkalmazott Grafikai Biennálén a Reklámszövetség díját kapta meg.

## Egyéni kiállítások
- 1983 • Fiatal Képzőművészek Stúdiója keretében Gépipari és Automatizálási Főiskola, Kecskemét
- 1990 • Művelődési Központ, Szentes (kat.).

## Válogatott csoportos kiállítások
- 1979 • A szép magyar könyv, MKKE
- 1980-88 • Az év legjobb plakátja, Magyar Nemzeti Galéria, Budapest
- 1980-96 • Országos Alk./ Terv. Grafikai Biennálé, Békéscsaba
- 1983 • Fiatal Képzőművészek Stúdiója, Ernst Múzeum, Budapest
- 1985 • A szép magyar könyv, Zichy-kastély • 40 alkotó év, Műcsarnok, Budapest
- 1986 • 100+1 éves a magyar plakát, Műcsarnok, Budapest
- 1986, 1988 • Nemzetközi Plakátbiennálé, Varsó
- 1986, 1990 • Nemzetközi Alkalmazott Grafikai Biennálé, Brno
- 1987 • Fiatal Művészek Fesztiválja, Iparterv
- 1990 • A változás jelei, Magyar Nemzeti Galéria, Budapest.

## Művek közgyűjteményekben
International Poster Archives, University of Connecticut • Magyar Nemzeti Galéria, Budapest • Munkácsy Mihály Múzeum, Békéscsaba • Országos Széchényi Könyvtár, Budapest.